# Sirin-Ensemble
Das Sirin-Ensemble (russisch Ансамбль „Сирин“) ist eine russische Kirchen- und Volksmusikgruppe.
Das Ensemble wurde 1989 von Andrei Krotow mit dem Ziel gegründet, die alten orthodoxen Musiktraditionen wieder aufleben zu lassen. Benannt wurde die Gruppe nach Sirin, einem Fabelwesen aus der altrussischen Mythologie.
Zu dem Repertoire der Gruppe, deren Gewänder bei ihren Auftritten traditionelle Tracht nachempfunden ist, gehören unter anderem Kirchenlieder der früheren altgläubigen Kirchengemeinden (u. a. Zeichengesang (snamenny raspew), putewoi raspew, demestwenny raspew, Kiewer Gesang (kiewski raspew), bulgarischer Gesang (bolgarski raspew), griechischer Gesang  (gretscheski raspew) und verschiedene Klöstergesänge), liturgische Gesänge, kirchliche Bauernweisen, geistliche Volksmusik und Lieder der religiösen Pilgerbewegung.
Das Sirin-Ensemble nahm während Konzerttouren in Europa an Chorwettbewerben teil und wurde vielfach mit Preisen ausgezeichnet. Beispielsweise trat die Gruppe beim Festival zum European Symposium on Choral Music in Ljubljana (1995), dem Canterbury Festival in England (1998), dem 5th World Symposion on Choral Music in Rotterdam (1999), dem Musica Sacra in Marktoberdorf (1994, 2000) sowie an den Feierlichkeiten zum 2000-jährigen Bestehen des Christentums in Jerusalem auf.
Die Veröffentlichungen des Ensembles wurden unter anderem mit dem französischen Schallplattenpreis Diapason d’or ausgezeichnet.